# 阳历
陽曆（英語：Solar Calendar），又稱太陽曆，最早出现於6000多年前的古埃及，為據地球圍繞太陽公轉軌道位置，或地球上所呈現出太陽直射點的週期性變化，所制定的曆法；不據月亮的月相周期，歲實為365.2421897日，有大小月之分。1、3、5、7、8、10、12月各31日；4、6、9、11月各30日。而2月平年28日(閏年29日)。為現代公曆。
在華語文化中，「陽曆」一詞有時會被特指為格里曆，以與陰陽曆的農曆有所區別。

## 回歸陽曆
在地球圍繞太陽公轉過程中，春分陽光直射在赤道時，當天晝夜時間平均，之後北半球的日照時間逐漸變長，氣溫隨之昇高，直至夏至陽光直射在北回歸線時，日照時間達到最長，接著日照時間逐漸變短，到秋分陽光再次直射赤道，晝夜時間又再平均，此後北半球日照時間逐漸變短，氣溫跟著降低，直至冬至陽光直射在南回歸線時，日照時間達到最短，後來日照時間逐漸變長，再回到春分晝夜平分（南半球的日照時間在夏至時達最短，冬至時達最長，與北半球相反），依此太陽直射點週期性變化，2000年時計365天5小時48分45.19秒（或計365.2421897天），定為一個回歸年，所制定的曆法，稱為「回歸陽曆」。
以下為回歸陽曆：
- 格里曆（Gregorian calendar），1年分為12個月。
- 儒略曆（Julian calendar），1年分為12個月。
- 巴哈伊曆（Bahá'í calendar），1年分為19個月。
- 科普特曆（Coptic calendar），1年分為13個月。
- 伊朗曆（Iranian calendar），1年分為12個月。

上述曆法皆以365天定為一年，與回歸年有所誤差，藉由置閏的方式，在指定的期間加入一天，被延長的一年稱之為閏年，其他稱為平年。

## 恆星陽曆
在地球圍繞太陽公轉過程中，觀察天體上各恆星變化，會發現太陽與黃道帶星群存在一個週期變化，依此太陽在黃道帶位置的週期性變化，2000年時計365天6小時9分9.76秒（或計365.256363004天），定為一個恆星年，所制定的曆法，稱為「恆星陽曆」。
以下為恆星陽曆：
- 印度曆（Hindu calendar）。
- 孟加拉曆（Bengali calendar）。
- 馬來亞曆（Malayalam calendar）。
- 泰米爾曆（Tamil calendar）。